# DGK 5 Bo
Die DGK5 Bo, eine Variante der Deutschen Grundkarte, ist die Bodenkarte auf Grundlage der Bodenschätzung in Folge des Bodenschätzungsgesetzes von 1934. Die Ergebnisse der Reichsbodenschätzung wurden bodenkundlich interpretiert und als Karte dargestellt. Da das Ziel der Bodenschätzung war, die Qualität des Bodens als Grundlage für die Besteuerung zu ermitteln, orientieren sich die Grenzen dieser Bodenkarte überwiegend an Schlag- und Eigentumsgrenzen.
Bodenkundlich relevante Abgrenzungskriterien wie Bodentyp, Bodenart, Wasserverhältnisse (Grundwasser, Stauwasser) werden geringer oder gar nicht berücksichtigt. Die Bodenwertzahl, zusätzlich in Abhängigkeit vom vorherrschenden Klima und den Geländeverhältnissen, ist Grundlage für die Ackerzahl (auch Bodenpunkte genannt), welche als Maßstab für die Ertragsleistung von Böden angegeben wird.
Die Bodenkarte enthält auf der Basis der Deutschen Grundkarte 1:5.000 die Ergebnisse der Bodenschätzung nach dem Bodenschätzungsgesetz vom 16. Oktober 1934 sowie Angaben über die Bodenbeschaffenheit bis zur Tiefe von zwei Metern anhand von Bodenprofilen. Bewertungsschlüssel und Bodentyp sind in der Zeichenerklärung erläutert.
Die Bodenkarte gibt in geologisch-bodenkundlicher Hinsicht einen Überblick über die Gliederung, den Aufbau und die Werteverhältnisse der Böden. Benötigt wird diese Karte unter anderem für Grundstücksverkehr, Wirtschaftsberatung, Flurbereinigung und Bodenverbesserung.